# 海灘105街車站
海灘105街車站（英語：Beach 105th Street station），有時被稱作「海灘105街-海邊車站」（英語：Beach 105th Street–Seaside station），是紐約地鐵IND洛克威線的一個地鐵站，位於皇后區海灘105街和洛克威道路交界，設有A線（僅繁忙時段尖峰方向停站）和洛克威公園接駁線（任何時候停站）列車服務。

## 車站結構
| 月台層 | 側式月台 | 側式月台                                                                    |
| 月台層 | 南行     | ← 往洛克威公園-海灘116街 (總站) ← 黃昏繁忙時段往洛克威公園-海灘116街 (總站) |
| 月台層 | 北行     | → 往寬水道 (海灘98街) → → 早上繁忙時段往英伍德-207街 (海灘98街) →           |
| 月台層 | 側式月台 |                                                                             |
| 夾層   | 夾層     | 閘機、車站詢問處、Metrocard自動售票機                                       |
| Ground | 街道層   | 出入口                                                                      |

此高架車站位於混凝土高架橋上，設有兩個側式月台和兩條軌道。車站以南，IND洛克威線下降至地面。

## 外部連結
- nycsubway.org—IND Rockaway: Beach 105th Street/Seaside
- Station Reporter — Rockaway Park Shuttle
- Seaside Station (Arrt's Arrchives):
  - 1905 image （页面存档备份，存于）
  - Former "SE" Cabin （页面存档备份，存于）
- The Subway Nut — Beach 105th Street – Seaside Pictures （页面存档备份，存于）
- Entrance from Google Maps Street View
- Platforms from Google Maps Street View